# Iłowiec (gromada)
Iłowiec – dawna gromada, czyli najmniejsza jednostka podziału terytorialnego Polskiej Rzeczypospolitej Ludowej w latach 1954–1972.
Gromady, z gromadzkimi radami narodowymi (GRN) jako organami władzy najniższego stopnia na wsi, funkcjonowały od reformy reorganizującej administrację wiejską przeprowadzonej jesienią 1954 do momentu ich zniesienia z dniem 1 stycznia 1973, tym samym wypierając organizację gminną w latach 1954–1972.
Gromadę Iłowiec z siedzibą GRN w Iłowcu utworzono – jako jedną z 8759 gromad na obszarze Polski – w powiecie zamojskim w woj. lubelskim na mocy uchwały nr 18 WRN w Lublinie z dnia 5 października 1954. W skład jednostki weszły obszary dotychczasowych gromad Cieszyn, Hajowniki, Iłowiec i Szorcówka oraz obszar reformy rolnej z roku 1944 z dotychczasowej gromady Łaziska (granica przebiega drogą Sitno-Łaziska) ze zniesionej gminy Skierbieszów w tymże powiecie. Dla gromady ustalono 11 członków gromadzkiej rady narodowej.
31 grudnia 1961 z gromady Iłowiec wyłączono wieś Cieszyn, włączając ją do gromady Skomorochy Małe w powiecie hrubieszowskim w tymże województwie. 1 stycznia 1962 gromadę Iłowiec zniesiono, włączając jej pozostały obszar (wsie Hajowniki, Iłowiec, Kalinówka, Majdan Żukowiecki, Sławęcin i Szorcówka oraz kolonie Łaziska, Popławy i Zawoda) do gromady Skierbieszów w powiecie zamojskim.